# آرماند سو

نگاره‌ای از آرماند سو

آرماند سو (Armand Su)، (زاده ۱۹۳۶ - درگذشته ۲۳ سپتامبر ۱۹۹۰ در تیانجین، چین)، شاعر و مترجم چینی بود. اشعار او اولین بار در ۱۹۶۰ در مجله اسپرانتیست نروژ و سپس در مجلات اسپرانتو زبان دیگری چون نوردا پریسمو، بلارتو، اوموتو و اسپرانتیست استرالیا منتشر شد.
او در ۱۹۵۶ به عنوان اولین نماینده انجمن جهانی اسپرانتو در چین انتخاب شد و در همان سال اشعاری از او به زبان ایتالیایی ترجمه شد. در آوریل ۱۹۶۸ به اتهام «فعالیت‌های ضد انقلابی» (از جمله آشنایی با زبان انگلیسی و بکارگیری آن) دستگیر شد و به بیست سال زندان محکوم شد. او در زندان بطور مخفیانه به برخی از زندانیان زبان اسپرانتو را آموخت. او در ژانویه سال ۱۹۷۹، پس از یازده سال از اتهامش تبرئه و از زندان آزاد شد.
شماری از اشعار او در کتاب انتولوژی اسپرانتو که در ۱۹۸۴ منتشر شده آمده است. در سال ۱۹۹۲ مجموعه شعرهای او در کتابی با نام اشعار آرماند سو (به اسپرانتو: Poemoj de Armand Su) بدست انتشارات اسپرانتوی چین منتشر شد.

## نمونه شعر
شعر کوتاه زیر از او در کتاب انتولوژی اسپرانتو آمده‌است:
| برگردان فارسی: دلتنگی خانهٔ قدیمی دوست‌داشتنی آشیانهٔ زیبایم خاطره‌ای جگرسوز پس از دستگیری‌ام در آنجا پشت سر گذراندم ۲۶ سال را و رهایش کردم بدون امیدی به بازگشت! | متن اصلی به زبان اسپرانتو: Nostalgio Olda hejmo kara, bela mia nest'. Rememor' amara Post mia arest'. Tie mi trapasis jarojn dudek ses, kaj mi ĝin forlasis sen reven-promes'! |